# Faronta terrapictalis
Faronta terrapictalis là một loài bướm đêm trong họ Noctuidae.